# نتر

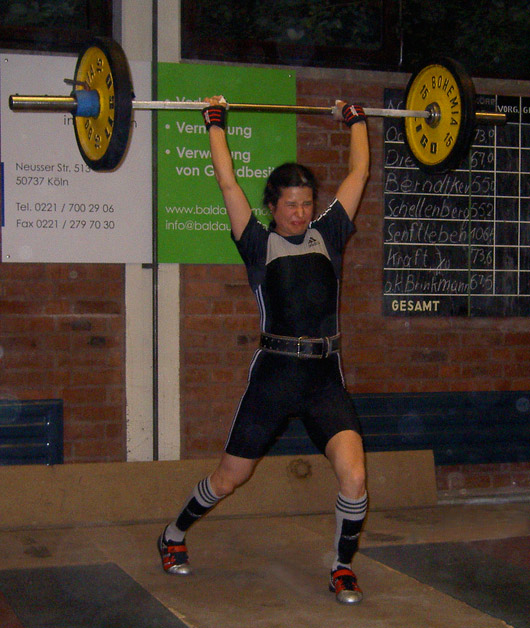
النتر.

النتر (بالإنجليزية: Clean and jerk) هو أحد أحداث رياضة رفع الأثقال ، والمعروف في هذه الرياضة بملك التمارين لانه باستطاعة المتدرب بحمل الكثير من الأثقال فوق رأسة مقارنة بالتمارين الأخرى.
يبدأ هذا التمرين بالحديدة على الأرض ثم يأتي الرباع ويرفع الثقل إلى ليسند الحديدة (بالإنجليزية: Barbell) على كتفية وتسمى هذه الحركة بوضع المسند (بالإنجليزية: Racked Position) بحركة انفجارية (بالإنجليزية: Explosive movement) ثم بعدها يقوم الرباع برفع الثقل فوق رأسة (بالإنجليزية: Overhead jerk) وهذه المرحلة الثانية.

## الرقم العالمي
- يحتفظ بالرقم القياسي العالمي حالياً هو الرباع الجيورجي لاشا تالاخادز حيث أستطاع أن يحمل 267كغ في أولمبياد طشقند سنة 2021